# Elena Álvarez Mellado
Elena Álvarez Mellado (Madrid, 1987) es una lingüista computacional y divulgadora española.

## Trayectoria
Lingüista de formación por la Universidad Complutense de Madrid y especializada en lingüística computacional. Ha trabajado en proyectos sobre morfología, lematización, stemming, creación de corpus lingüísticos y análisis de sentimiento. Ha dirigido Proyecto Aracne para la Fundación del Español Urgente (Fundéu BBVA). De 2010 a 2016 trabajó como lingüista computacional en Molino de Ideas. En 2016 escribió el libro de divulgación lingüística Anatomía de la lengua. Escribe periódicamente en eldiario.es una columna sobre lengua.
Entre 2012 y 2015 participó en Radio Nacional de España en la sección semanal sobre divulgación lingüística dentro del programa de radio 'La noche en vela'.
En 2017 se incorporó a la UNED en el equipo de investigación POSTDATA, un proyecto europeo de investigación participado por la Facultad de Filología y la Escuela de Ingeniería Informática de la UNED.
En 2018 recibió el XXII Premio Nacional de Periodismo Miguel Delibes de la Asociación de Prensa de Valladolid por su trabajo titulado "Metáforas peligrosas: el cáncer como lucha", publicado el 23 de octubre de 2017 en El Diario.es. En él analiza las implicaciones que tiene tratar la enfermedad como batalla y aplicarle un lenguaje bélico: lo supera quién combate y gana, o "se pierde" contra el cáncer. Es la tercera mujer que recibe este galardón en sus 22 años de existencia.

## Premios y reconocimientos
- 2009 Primer premio VIII Certamen Universitario "Arquímedes" de Introducción a la Investigación Científica en el área de ciencias sociales y humanidades - Ministerio de Educación y Universidad de Extremadura.[12]
- 2018 XXII Premio Nacional de Periodismo Miguel Delibes de la Asociación de Prensa de Valladolid.[11]
- 2022 Premio Archiletras de la Lengua, en la categoría de investigación.[13]
- 2023 Adam Kilgarriff Prize.[14]